# Vasili de Kostromá
Vasili Yaroslávich de Kostromá (1241-1276) fue uno de los menos notables grandes duques de Vladímir. Hijo menor de Yaroslav II de Nóvgorod, le fue otorgada Kostromá como feudo por parte de su tío Sviatoslav III en 1246. Como nieto mayor superviviente de Vsévolod III, lo sucedió en Vladímir en 1272 y en Nóvgorod al año siguiente. Fue uno de los primeros príncipes que no se molestaban en dejar su ciudad (en este caso, Kostromá) para establecerse en Vladímir. Sus descendientes continuaron gobernando Kostromá durante medio siglo más tras su muerte en 1276.